# Claude Lelouch
Claude Lelouch, (30 d'octubre de 1937, París, al 9è arrondissement de París), és un director, productor i guionista. La seva filmografia compta més de 40 pel·lícules, entre les quals Un homme et une femme, El trinxeraire, L'aventura és l'aventura, Les uns et les autres, Partir, revenir, Itinéraire d'un enfant gâté, Tout ça... per ça ! o també Roman de gare . La seva última pel·lícula Ces amours-là, ha estat estrenada el 15 de setembre de 2010 a les pantalles franceses.
Pare de set fills, ha estat casat tres vegades: Christine Cochet el 1967, Marie-Sophie L. el 1986, i Alessandra Martines el 1993. Es divorcia d'aquesta última el 2009.

## Biografia

### Començament en el periodisme
Claude Lelouch va néixer el 30 d'octubre de 1937 de pare jueu i mare catòlica, convertida al judaisme per amor. El 1942, el seu pare és a Alger. Claude i la seva mare són a França i recercats per la Gestapo. La seva mare l'amaga en sales de cinema... Naixerà una gran història d'amor amb el cinema que no el deixarà.
De resultes del seu fracàs al batxillerat, el seu pare li ofereix una càmera per donar-li una oportunitat. Comença la seva carrera rodant reportatges periodístics ("Une ville pas comme les autres", "USA en vrac", ...). És sobretot un dels primers a filmar la vida quotidiana a URSS, la càmera amagada sota el seu impermeable. Aquest reportatge Quand le rideau se lève, li permet guanyar diners per crear la seva productora Les Films 13. Durant aquest reportatge, es troba als estudis Mosfilms, en el rodatge d'una pel·lícula que canviaria la seva vida: Quand passent les cigognes de Mikhaïl Kalatozov. Aquesta pel·lícula li donarà el gust de l'escenificació. «He sabut des d'aquell dia que la càmera era l'actor invisible però principal de totes les pel·lícules de la història del cinema i en particular de totes les meves pel·lícules».
Continua filmant moltes manifestacions esportives com el Tour de France o les 24 Hores de Le Mans.
Tornant de Moscou, i encara sota el xoc de Quand passent les cigognes, es prepara per fer el seu servei militar. Gràcies a aquest reportatge rodat a Rússia, entra al servei de cinema dels exèrcits, roda en principi com a caméraman d'actualitats després com a escenògraf. Claude Lelouch realitza set pel·lícules destinades als militars. Filmant els pitjors actors del món (coronels o militars), comprèn fins a quin punt la direcció d'actors anava a ser capital en el seu cinema.

### Els anys 1960 - " Un Homme et une Femme "
El 13 d'abril de 1960 funda la seva societat de producció que desitja batejar com Les Films de l'Apocalypse …; Però el notari, espantat, li proposa altra cosa «escolti, som el 13 de març, són les 13 hores, i acabo de veure que Claude Lelouch té 13 lletres…; Té alguna cosa contra la xifra 13 ? » La societat es dirà doncs Les Films 13.
Es llança doncs a la producció del seu primer llargmetratge Le Propre de l'homme. Claude Lelouch diu haver comès tots els errors que es podien fer en un primer film…; Tants errors que la critica a Les cahiers du cinéma va començar així: «Claude Lelouch, recordi aquest nom, no en sentirà mai més a parlar». S'afegeix a aquest fracàs la defunció del seu pare, alguns dies després de la primera projecció desastrosa de la pel·lícula.
Per remuntar el pendent, Claude Lelouch es trobarà fent de director de scopitones, l'avantpassat del clip. Va posar en imatges un centenar de cançons d'entre les més populars de l'època. Lelouch fa rodar Jeanne Moreau, Claude Nougaro, Johnny Halliday, Dalida, Claude François, …; i diu haver après durant aquesta l'experiència la força de la música en una pel·lícula.
El 1962, L'Amour avec des si, pel·lícula molt imaginativa, aconsegueix l'atenció de la crítica sueca. L'any següent, Claude Lelouch realitza una pel·lícula d'encàrrec: La Femme Spectacle, censurada pels seus judicis misògins. La pel·lícula serà refeta. Claude Lelouch reconeix que és la pel·lícula de la qual té més vergonya «He traït el que més estimava al món, les dones, i el cinema.»
El 1964, Une fille et des fusils, convertit en tres setmanes amb una colla d'amics (entre els quals Amidou, Pierre Barouh i Jean-Pierre Kalfon), troba un primer públic. Darrere aquest petit èxit, Claude Lelouch enllaça amb "Les grands moments", «La continuació de Une fille et des fusils que no necessitava continuació» ironitza Claude Lelouch. Quan comprèn que aquesta última pel·lícula no sortirà mai, Lelouch, deprimit, marxa a Deauville: Quan el dia s'aixeca, cara al mar, al volant del seu cotxe, entreveu una jove dona i el seu fill sobre la sorra. Avançant molt lentament cap a ells que intenta reconstituir i saber el que aquesta dona ha vingut a fer tan aviat en aquesta platja…; A poc a poc, el guió de Un Homme et une Femme està a punt de néixer.
El maig de 1966, Un Homme et une Femme és integrat in extremis a la selecció de Canes tot i que la llista estava tancada. La seva pel·lícula rep la Palma d'Or, marcant el començament d'una destacable ascensió al món del cinema per a aquest jove de vint-i-nou anys. Després d'Un Homme et une Femme, Claude Lelouch s'esfondra sota les proposicions, sobretot per dirigir a Hollywood. Fins i tot el vespre de la cerimònia dels Oscars, Lelouch clama les seves ganes de continuar fent pel·lícules a França: «He refusat totes les proposicions que se m'havien fet. He volgut, passi el que passi, anar al final de la petita idea que tenia del cinema i que fa que, de pel·lícula en pel·lícula, hagi continuat anant a l'escola. »
El 1967, després de l'èxit mundial de Un Homme et une Femme, Claude Lelouch prepara la sea nova pel·lícula, Vivre pour vivre, que conta una vegada més la història de la parella, però una parella fràgil, a la vora del divorci. Hi fa rodar Yves Montand, i Annie Girardot. Durant el rodatge, s'enamora de l'artista amb qui viurà una història d'amor, guardada secreta diversos anys.
Vivre pour vivre és un nou èxit planetari! Es demana llavors a Claude Lelouch que realitzi el documental oficial dels Jocs Olímpics de Grenoble el 1968. Aquesta pel·lícula 13 jours en France, seleccionada per al Festival Internacional de Cinema de Canes, mai no serà projectat al Festival: Els esdeveniments de maig de 1968 mobilitzen França i els cineastes…;
El mateix any, Lelouch es llança a un assumpte espinós per a l'època amb La Vie, l'Amour, la Mort, una defensa judicial contra la pena de mort, amb Amidou, Caroline Celler i Marcel Bozzuffi.
El 1969, Claude Lelouch retroba Annie Girardot per a Un homme qui me plaît amb Jean-Paul Belmondo, Marcel Bozzuffi i Farrah Fawcett. Després d'haver filmat una parella en reconstrucció, un altre en destrucció, Lelouch té ganes de filmar un «parèntesi». Una actriu i un compositor que es troben durant un rodatge als Estats Units. Una verdadera passió, però que desgraciadament no pot durar. La pel·lícula és un fracàs, però avui, és per a alguns una pel·lícula de culte.
Jean Dujardin cita Un homme qui me plaît entre les seves pel·lícules preferides: «La torno a veure cada sis mesos. No perquè hi ha Belmondo... Finalment si, però també perquè hi ha Annie Girardot. Aquesta pel·lícula, que Lelouch va anar a rodar a Los Angeles amb només un fil d'idea, m'ha hipnotitzat per la seva frescor i la seva llibertat. Una frase torna sovint sobre Lelouch: "No conta gran cosa, però ho fa tan bé..." Aquesta pel·lícula n'és l'exemple perfecte, l'adoro! »

### Els anys 1970 - "L'aventura és l'aventura!"
El 1970, Claude Lelouch crida Jean-Louis Trintignant per a la seva nova pel·lícula El trinxeraire que, per primera vegada, anava a interpretar un paper que no era només romàntic. Hi fa també rodar Charles Denner: «Retrobar Charles Denner i rodar amb ell, és més que un premi! És una consagració ! No va interpretar mai. Vivia literalment cada escena com en un estat viscut fins a la bogeria pel seu personatge.»
El 1971, Claude Lelouch decideix realitzar una petita pel·lícula amb una nova càmera 16 mm. Amb els seus amics Amidou, Charles Gérard, Francis Lai, Catherine Allégret i el seu cap-operador Jean Collomb, realitza Smic, Smac, Smoc per menys de 200.000 francs. Durant aquest temps, Claude Lelouch prepara una pel·lícula que serà una fita en la seva filmografia: L'aventura és l'aventura!
1972: Lino Ventura, Jacques Brel, Charles Denner, Charles Gérard i Aldo Maccione són els herois de L'aventura és l'aventura! «Quan he fet L'aventura és l'aventura, els enfrontaments ideològics eren al punt més alt. Maig de 1968 havia reduït el fossat entre l'amo i els obrers. Mai França no havia estat tan polititzada. Volia filmar aquesta confusió que, en el fons, em feia riure. Volia ensenyar en quin punt els intel·lectualoides ho barregen tot. Són seduïts per qualsevol discurs si l'orador té carisma. Tenia ganes de fer intervenir brètols que no aporten res de res, però que se serveixen de la política per fer diners. » La pel·lícula és un èxit i accedeix al rang de pel·lícula de culte !
«Quan s'ha tastat a Lino Ventura un ja no hi pot passar sense. El 1973, Claude Lelouch li escriu un paper a mesura amb La Bonne Année. La trobada improbable entre un truà masclista, generós i analfabet i una intel·lectual molt romàntica i sobretot molt alliberada, interpretada per Françoise Fabian. «"La bonne année" és l'una de les pel·lícules de les quals Lino estava més orgullós. A l'últim pla, no sabia cap a quin costat anar. Estava molt empipat, ja que no podia admetre que un home pogués perdonar a una dona que l'havia enganyat. Lino no estava assabentat de l'epíleg. I no sabia que es tractava de l'últim pla. Li he dit "et filmaré i formularàs la pregunta de saber si li perdones o no. Mantenint que saps de què va la pel·lícula, deixa't portar"!. He filmat una veritat Ventura. Ha passat per totes les fases. Es diria que perdona en tot cas però a la punta dels llavis. I que ho farà pagar. Era el pla preferit de Stanley Kubrick…;»
Sydney Pollack ho confirmarà en l'estrena de la pel·lícula de Kubrick "Eyes Wide Shut" el 1999: «Una de les seves pel·lícules preferides era " La Bonne Année" de Claude Lelouch, que és també una de les meves. Stanley n'estava tan excitat que s'ha procurat una còpia i li ha fet veure a Tom Cruise. »
El 1974, Claude Lelouch enllaça amb Toute une vie amb Marthe Keller, André Dussollier, Charles Denner i Gilbert Bécaud, després Mariage amb Bulle Ogier i Rufus.
L'any següent farà rodar Michèle Morgan, l'actriu amb qui Lelouch somiava, a Le Chat et la Souris amb Serge Reggiani. Junts, roden una escena d'antologia en la qual Michèle Morgan li agafa un riure boig després d'haver trobat un clau en un pastís. El mateix any, Claude Lelouch realitza Le Bon et les Méchants amb Marlène Jobert, Jacques Dutronc, Bruno Cremer, Brigitte Fossey i Jacques Villeret.
1976: Claude Lelouch retroba Anouk Aimée, 10 anys després d'Un Homme et une Femme, i roda per primera vegada amb Catherine Deneuve a Si c'était a refaire. Aquest mateix any, Claude Lelouch té la idea de rodar un curtmetratge amb les restes de pel·lícula del rodatge de Si c'était a refaire... «Des de fa molt de temps, volia contar la història d'un tipus que va amb retard a una cita i que comet tot d'infraccions per arribar a l'hora. He suggerit al meu operador la idea d'un pla seqüència, la càmera acompanyant un tipus que té una cita a Montmartre amb una noia. Com que té pressa, travessa París a tota pastilla, saltant-se els stops i els semàfors vermells.» Aquest curtmetratge C'était un rendez-vous, ha esdevingut de culte, estrany en un curt.
1977: Lelouch marxa a rodar als Estats Units Un autre homme, une autre chance amb James Caan i Geneviève Bujold «Tenia ganes de rodar un western, però el volia realista. M'agrada el western. Els estudis desitjaven que fes un dia una pel·lícula americana. He volgut interpretar el joc de l'escenògraf a l'americana, però amb un toc francès. Un autre homme, une autre chance és una pel·lícula que estimo molt, però que potser dura massa. ».
El 1978, Claude Lelouch retroba Charles Denner i Jacques Villeret per a Robert et Robert: «Sentia que Jacques Villeret anava a convertir-se en una immensa vedette. Volia explicar com es podia transformar un tipus tan tímid com ell. Podíem sopar junts sense que digués una paraula, els ulls abaixats permanentment. Villeret tenia por de tot. No creia en ell mateix. Era conscient que les grans números no s'orienten sempre immediatament. És només al final de la pel·lícula, durant el matrimoni, que es revela ser un narrador sense pairó. A star is born... Interpretant el paper de Robert rebrà el seu primer César. ».
1979: Retrobament amb Jacques Dutronc i Catherine Deneuve per a À nous deux, una pel·lícula que no convenç sempre el director avui :
«M'agradava molt la parella Dutronc / Deneuve. Em deia que la unió de la desimboltura i del cinisme d'un costat, i de la bellesa i de la desconfiança de l'altre, corresponia bé a l'època de la pel·lícula... Era trist l'últim dia de rodatge. Fins a l'últim dia, he esperat. M'he dit que no havia fet bé el meu ofici d'escenògraf, ja que no havia aconseguit obtenir dels comediants LA escena... la que es queda en els annals. Esperava una escena de bogeria... ».

### Els anys 1980 - "Les uns et les autres"
À nous deux és un fracàs. Claude Lelouch decideix apostar tot per un nou projecte, potser el seu projecte més ambiciós fins llavors: Les uns et les autres. «Per escriure aquesta pel·lícula, he pres un full de paper. Hi he posat tot el que em recordava, sense haver de verificar les dates i els llocs. Hi he introduït diferents històries. Volia d'altra banda inscriure la pel·lícula en el període que em té més marcat: era la pel·lícula més personal que mai no havia iniciat. El 1980, en el rodatge, tenia 43 anys. L'hora de fer un primer balanç. El meu ballet més bonic, i no és un atzar si aquesta pel·lícula coral acaba amb el Bolero de Ravel »
La pel·lícula és un èxit ! «13 anys després d'Un Homme et une Femme, em trobo amb Les uns et les autres una vegada més en competició al Festival de Canes. I allà, podré mesurar l'immens fossat que hi ha entre el públic i la crítica, en tots els casos en el que concerneix les meves pel·lícules. Si la crítica s'ha rigut de mi tant com de Béjart, el públic que té sempre una ànima de nen, ha aplaudit bojament aquesta pel·lícula. El 1966, la Palma d'or dels especialistes, el 1981, la Palma d'or del públic. Els dos són molt agradables, i desitjo a tot cineasta de conèixer aquestes dues delícies. »
1982: Claude Lelouch es prepara per rodar la seva nova pel·lícula Édith et Marcel, sobre la història d'amor d'Édith Piaf i Marcel Cerdan, amb Évelyne Bouix i Patrick Dewaere. «Tenia ganes de posar en escena aquest himne a l'amor, la història meravellosa i tràgica de dos ídols. La cantant més cèlebre del segle i el boxejador més popular del seu temps. Una història esdevinguda mítica per la mort brutal de Cerdan en un accident d'avió. Una verdadera tragèdia grega que es repetiria cruelment amb el suïcidi inexplicat de Patrick Dewaere en el moment precís en què anava justament a encarnar el paper de Marcel Cerdan. Algunes hores abans de la seva mort, he esmorzat amb ell i res no podia deixar pensar que després d'aquest dinar anava a posar fi als seus dies. El mateix matí, feia fotos amb ell i Évelyne Bouix al Bosc de Boulogne, però conec bastant els actors per saber com són de sensibles, com són de vulnerables. Patrick Dewaere era d'una sensibilitat extrema, rosegat per tots els dubtes, per l'obsessió de la perfecció i per força doncs d'una extrema fragilitat. Aquest home, era cristall en l'estat pur.» Lelouch pensa a anul·lar el rodatge d'aquesta pel·lícula, després el rodarà més tard amb el fill de Marcel Cerdan. «Marcel Cerdan Jr ha donat potser a la pel·lícula una autenticitat que no esperava. Però el que sobretot no esperava, és el terrible fracàs comercial d'aquest film».
El 1984, Claude Lelouch realitza Vive la vie, una pel·lícula de la qual la idea li ve la nit de la desastrosa estrena de la pel·lícula Édith et Marcel: «Em desperto habitualment molt aviat al matí. Aquesta vegada, he arribat al meu despatx cap a les cinc. Era de nit, i m'he posat a imaginar el que passaria si el sol no sortís. Tenia vertigen. Adorava tant la idea d'aquesta seqüència, d'aquesta gent sobre els Champs-Elysées, que escrutaven el cel, que l'he conservat en el guió. Constitueix una mena de somni en el somni. Sempre he cregut en la força del somni. Però sempre he estat decebut en comprovar que no sabíem servir-nos d'aquestes informacions que ens arriben a través del somni, i que abandonem el matí mentre es tracta de ximpleries» Vive la vie, que reuneix Charlotte Rampling, Michel Piccoli, Jean-Louis Trintignant, Évelyne Bouix, Charles Aznavour, Anouk Aimée, Charles Gérard i Myriam Boyer, és un èxit!
El 1985, surt a Partir, revenir, amb Annie Girardot, Jean-Louis Trintignant, Richard Anconina, Évelyne Bouix, Michel Piccoli i Françoise Fabian. Una pel·lícula que superposa diferents èpoques amb una narració deixada anar... tot dirigit pel concert per a piano de Rakhmàninov, per estar constantment emocionat. Arriba a aquesta pel·lícula una idea que evolucionarà a poc a poc en l'esperit de Lelouch i a les seves pel·lícules: el tema de la reencarnació.
1986… Un homme et une femme: Vingt anys déja. Anouk Aimée i Jean-Louis Trintignant formen de nou la parella mítica de Un Homme et une Femme. Claude Lelouch considera aquesta continuació com un error: «A la vegada una continuació, el seu remake i posarla a la vora de l'abisme a través del cinema. Una pel·lícula encaixable... Una sorpresa amagada en una sorpresa... He pensat equivocadament que el públic necessitava espectacle. El menú massa sofisticat s'ha mostrat indigest. M'hauria pogut conformar amb una sola escena en aquest restaurant on Anouk i Jean-Louis es troben. Era d'altra banda la meva idea inicial. Simplement dues càmeres i motor. Hauria estat l'essència. »
L'any següent, havent estat massa complicat amb Un homme et une femme: Vingt ans déjà, Lelouch decideix fer senzilla la seva nova pel·lícula Attention bandits ! amb Jean Yanne, Patrick Bruel, i Marie-Sophie L.: «És una pel·lícula formalment apaivagada, estructurada, quadrada. Gairebé ho hauria hagut de fer en blanc i negre. Attention bandits ! és efectivament molt lineal. »
1988: «Malgrat l'èxit d'Attention bandits !, m'he sentit estranyament una vegada més a la cresta de l'onada, de totes les onades…; » Claude Lelouch va, sense saber-ho, treure d'aquesta depressió un dels més grans èxits de la seva carrera: Itinéraire d'un enfant gâté. «La vida social i professional em pesava. Tenia ganes de no veure ningú més. Tenia el desig de fer vacances el que m'agradava més: la meva dona, els meus fills, el cinema, els amics, París. He pensat a desaparèixer. El títol ho suggereix tot: Era un nen aviciat i totes les bones coses de la vida em cansaven. Un bonic dia, sol al meu despatx, per una hora, he tingut una depressió monumental. M'he posat a pensar que el que ho arreglaria tot seria que jo desaparegués. Un matí, m'he anat de casa dient-me que no tornaré aquest vespre. He sortit de París, sense saber massa on anar. A penes arribat a Fontainebleau, m'he dit que era el rei de la ximpleria: acabava de trobar un magnífic tema de pel·lícula i no me n'havia adonat! Ja que tots els que estimava m'enyoraven tot i que ni tan sols havia passat una sola nit fora. Tornant a París, he pensat de seguida en Jean-Paul Belmondo. » Rodat a les quatre cantonades del món Itinéraire d'un enfant gâté reuneix a la pantalla Jean-Paul Belmondo, Richard Anconina, Marie-Sophie L. i Lio. «Amb aquesta pel·lícula, farà la volta al món, rodar en indrets de somni i paradoxalment, l'escena què tothom recordarà ha estat rodada a París en una cambra de minyona (aquest famós cara a cara entre Jean-Paul i Richard), el que ensenya una vegada més que en el cinema, el plaer, el riure i les llàgrimes no tenen res a veure amb els diners. »

### Els anys 1990 - "La belle histoire"
Il y a des jours... et des lunes amb Gérard Lanvin, Patrick Chesnais, Vincent Lindon, Annie Girardot, Marie-Sophie L., Jacques Gamblin, Gérard Darmon, Sergé Reggiani, surt el 1990 i és un nou èxit! Claude Lelouch es llançarà llavors a la pel·lícula ambiciosa i mística que té present des de fa molt de temps La Belle Histoire amb Béatrice Llosa, Gérard Lanvin, Vincent Lindon, Marie-Sophie L., Patrick Chesnais, Paul Préboist, Isabelle Nanty, Amidou, Gérard Darmon, Anemone, …«Aquesta pel·lícula va néixer d'una utopia… És probablement la meva pel·lícula més boja sobre l'amor, en la mesura que ensenyo i intento demostrar que un home i una dona que creuen trobar-se el 1992 eren ja junts en una altra vida, no tenint por de ranejar a la ridiculesa mullant-se Déu, Jesús, i les famoses abelles d'Israël… Llavors és clar, tot això, és una faula, no puc provar res… però és potser la pel·lícula més determinada sobre la meva íntima convicció, totalment irracional, sobre la reencarnació…Voldria simplement agrair tots aquells que anys després de l'estrena de la pel·lícula n'han fet finalment un èxit i com es diu avui pot ser una pel·lícula de culte o per tornar a veure. »
1993: Tout ça... per ça ! amb Vincent Lindon, Marie-Sophie L., Gérard Darmon, Jacques Gamblin, Évelyne Bouix, Francis Huster, Fabrice Luchini i Alessandra Martines. «És veritat que veient l'acollida de La Belle Histoire m'he dit: "Tot això... per això"!. Era en una doble tempesta. Professional i personal. Doncs ganes de riure a qualsevol preu. He rellegit les notes que gargotejo al llarg d'any: l'observació de les parelles han retingut la meva atenció. D'aquestes notes s'ha extret la dificultat de cohabitar amb un sexe cada vegada més oposat... La pel·lícula posa en escena d'un costat la gent que ha tingut la sort d'estimar molt, de multiplicar les experiències amoroses i que intenta alliberar-se encara més per estimar-se més; i de l'altra, tres personatges que han continuat sent a la prehistòria de l'amor, que estimen com s'estimava al primer dia.
És probable que el temps que passa i la meva trobada amb Fabrice Luchini m'han ajudat a desbloquejar les meves pudors personals. He escrit verdaderament el seu personatge en funció d'aquesta provocació que el caracteritza. ». Fabrice Luchini aconseguirà el césar al millor paper secundari.

### Les etapes
Lelouch divideix la seva filmografia en diverses etapes:
«Hi ha hagut viratges, pel·lícules bases, que han orientat el meu treball en noves direccions :
- La primera fita va ser evidentment Un Homme et une Femme. Aquesta pel·lícula m'aporta èxit i notorietat. És una etapa decisiva en una carrera. »
- «El segon gir ve amb Les uns et les autres. Abans, em semblava que amb dos destins n'hi havia prou per construir un relat. Amb Les uns et les autres, em llanço a les pel·lícules corals. Som tots interdependents. M'entestaré a il·lustrar aquesta idea. Traço un tret horitzontal amb aquesta pel·lícula. Amb La Belle Histoire, traço un tret vertical. La història de cadascun no comença al dia del seu naixement, sinó segles i segles més amunt, i el perseguirà segles després d'ell. El destí individual s'inscriu en una llarga cadena. La nostra història és el final o el començament d'una altra, en qualsevol cas és un fragment d'un fresc molt més vast. »
En aquest segon revolt, els seus guions són més folrats, les seves històries es densifiquen i els flashbacks, fins aquí proposats sobre el mode gairebé exclòs de l'anada i tornada en el temps, es barregen i s'encadenen de manera més complexa. Les uns et les autres sembla el verdader servei d'aquest nou tipus de cinema que Lelouch practicarà llavors. Partir, revenir o Les Misérables en són de perfectes exemples. Ja no es tracta d'improvisació erigida al rang de tècnica de rodatge.
- «El tercer revolt de la meva filmografia, més tècnica, es dona amb el rodatge de Itinéraire d'un enfant gâté. Descobreixo que la direcció d'actors no pot ser eficaç si no es roda amb diverses càmeres. Rodar amb una sola càmera no permet treure el màxim d'un actor. Itinéraire d'un enfant gâté és en el meu sentit la pel·lícula en la qual dirigeixo millor els actors. Per primera vegada utilitzo sistemàticament dos, o tres càmeres. »
- «Finalment amb Roman de gare, el meu objectiu és depurar al màxim el guió. No perdre de vista l'essència. L'essèncial és essencial ! »

### Homenatges
Per les seves nombroses realitzacions, Claude Lelouch ha estat diverses vegades honorat. 
Des de fa alguns anys, a Deauville, existeix una plaça Lelouch.
Al Festival Jules Verne Aventures, ha tingut l'honor presidir el jurat. 
I el 2007, el Festival Internacional de Cinema de Cannes li ret homenatge seleccionant la seva última pel·lícula, Roman de gare, fora de competició .
Al Festival Chacun son cinéma, tindrà l'honor presentar Cinéma de Boulevard que ha codirigit amb Theo Angelópulos, Olivera Assayas, Jane Campion, Joel Coen.
Vet aquí el que ha anunciat d'altra banda en la selecció de Roman de gare :
| « | Volia poder refer una pel·lícula divertint, anant a l'essència, sense sofrir la pressió del mercat o les restriccions del màrqueting de l'ofici. Demanar a Hervé Picard de ser el meu testaferro durant l'any que duri el guió i la direcció... A partir del moment en què el festival em ret un homenatge, era obligat - és clar - de fer públic el meu petit secret. És un honor que el festival em faci una picada d'ull l'any en què celebro els meus 50 anys de cinema i la meva quarantena pel·lícula | » |

## Anècdotes
- Un crític va declarar en el seu moment: " Claude Lelouch: recordeu-vos d'aquest nom, no en sentireu mai més a parlar! ". Cahiers du cinéma - 1960
- Se'l anomena «Coco».[12]
- El 1960, a la seva tornada del servei militar efectuat a l'Établissement de communication i de production audiovisuelle de la Défense (ECPA), funda als 23 anys la seva productora anomenada Les Films 13 que s'hauria dit així a causa de les 13 lletres que componen el seu nom i el seu cognom.[13] Es troba aquesta xifra igualment a El Club 13.
- Claude Lelouch és també el propietari del Club 13[14] Un complex parisenc reservat al món de l'espectacle. Aquest club és dividit en sales de projecció, de muntatge i restaurants.
- En ocasió de la 20a edició de la Téléthon, Claude Lelouch i Les Films 13 han dirigit un curtmetratge amb Fabien Barthez i deu nens atesos per una malaltia neuromuscular. El tema de la pel·lícula era: Transformem la investigació en tractaments per guanyar el partit de la vida. L'escena de rodatge va ser organitzada al voltant del Parc dels Prínceps a París.[15]
- Per a la 7a edició del Prix Ciné Roman Carte Noire, Claude Lelouch, acompanyat de Catherine Jacob, ha presidit el jurat que havia d'escollir el llibre més adaptable al cinema.
- També ha presidit el jurat del 2004, del Festival Court 18 de París (edicions 2005 i 2006).
- El 14 de febrer del 2010, per als 150 anys de la ciutat de Deauville, convida totes les parelles a abraçar-se davant la seva càmera, a la platja, com en la seva pel·lícula "Un Homme et une Femme".

## Filmografia
| Any  | Pel·lícula                               | Paper                                                  |
| ---- | ---------------------------------------- | ------------------------------------------------------ |
| 1957 | USA en vrac                              | director                                               |
| 1957 | Une ville pas comme les autres           | director                                               |
| 1957 | Quand le rideau se lève                  | director                                               |
| 1957 | La Guerre du silence                     | director                                               |
| 1961 | La Vie de château (1961) (inachevé)      | director                                               |
| 1961 | Le Propre de l'homme                     | director, guionista, actor                             |
| 1962 | L'Amour avec des si                      | director, guionista, director de fotografia            |
| 1964 | Une fille et des fusils                  | director, guionista, productor                         |
| 1964 | La Femme spectacle                       | director, productor                                    |
| 1965 | Les Grands Moments                       | director, guionista                                    |
| 1965 | ... per un maillot jaune                 | director, director de fotografia                       |
| 1966 | Un homme et une femme                    | director, guionista, productor, director de fotografia |
| 1967 | Loin du Vietnam                          | director                                               |
| 1967 | Vivre pour vivre                         | director, guionista                                    |
| 1968 | 13 jours en France                       | director                                               |
| 1968 | L'Indiscret                              | productor                                              |
| 1968 | Les Gauloises bleues                     | productor                                              |
| 1968 | Benito Cereno                            | productor                                              |
| 1968 | Les Pâtres du désordre                   | distribuïdor                                           |
| 1969 | Un homme qui me plaît                    | director                                               |
| 1969 | J'ai même rencontré des tziganes heureux | distribuïdor                                           |
| 1969 | Sept jours ailleurs                      | productor                                              |
| 1969 | Clair de Terre                           | productor                                              |
| 1969 | La Vie, l'Amour, la Mort                 | director, guionista                                    |
| 1970 | L'Américain                              | productor                                              |
| 1970 | Macunaíma                                | distribuïdor                                           |
| 1970 | El trinxeraire (Le Voyou)                | director, guionista, director de fotografia            |
| 1970 | Le Maître du temps                       | productor                                              |
| 1970 | Camarades                                | productor                                              |
| 1970 | Ça n'arrive qu'aux autres                | productor                                              |
| 1971 | Le Far West                              | productor                                              |
| 1971 | Smic, Smac, Smoc                         | director, guionista                                    |
| 1971 | Bonaparte i la révolution                | distribuïdor                                           |
| 1972 | Une journée bien remplie                 | distribuïdor                                           |
| 1972 | L'aventure c'est l'aventure              | director, guionista, Director de fotografia            |
| 1972 | Un homme et un bateau                    | director, guionista                                    |
| 1972 | Comme dans la vie                        | productor                                              |
| 1973 | Türkiye                                  | productor                                              |
| 1973 | La Bonne Année                           | director, guionista, director de fotografia            |
| 1973 | Visions of Eight (una part)              | director                                               |
| 1974 | Toute une vie                            | director, guionista                                    |
| 1974 | Mariage                                  | director, guionista                                    |
| 1975 | Les Ordres                               | distribuïdor                                           |
| 1975 | Le Chat et la Souris                     | director, guionista                                    |
| 1976 | C'était un rendez-vous                   | director, actor                                        |
| 1976 | Le Bon et les Méchants                   | director, guionista                                    |
| 1976 | Si c'était a refaire                     | director, guionista, productor                         |
| 1977 | Un autre homme, une autre chance         | director, guionista                                    |
| 1978 | Molière                                  | productor                                              |
| 1978 | Robert et Robert                         | director, guionista, productor                         |
| 1979 | À nous deux                              | director, guionista, productor                         |
| 1980 | Alors... Heureux ?                       | productor                                              |
| 1981 | Les Uns et les Autres                    | director, guionista, productor                         |
| 1983 | Édith et Marcel                          | director, guionista, productor                         |
| 1984 | Viva la vie                              | director, guionista                                    |
| 1985 | Partir, revenir                          | director                                               |
| 1986 | Attention bandits !                      | director, guionista, productor                         |
| 1986 | Un homme et une femme: Vingt ans déjà    | director, guionista, productor                         |
| 1988 | Itinéraire d'un enfant gâté              | director, guionista, productor                         |
| 1990 | Il y a des jours... et des lunes         | director, guionista                                    |
| 1992 | La Belle Histoire                        | director, guionista                                    |
| 1993 | Tout ça... per ça !                      | director, guionista, productor                         |
| 1994 | Ni avec toi, ni avec moi                 | productor                                              |
| 1994 | Le Voleur et la Menteuse                 | productor                                              |
| 1995 | Les Misérables                           | director, guionista, productor, director de fotografia |
| 1995 | Lumière et Compagnie                     | director, actor                                        |
| 1996 | Hommes, femmes, mode d'emploi            | director, guionista, productor, director de fotografia |
| 1998 | Hasards ou coïncidences                  | director, guionista                                    |
| 1999 | Une per toutes                           | director, guionista, actor, productor                  |
| 2002 | And Now... Ladies and Gentlemen          | director, guionista, productor                         |
| 2002 | 11'09"01 (una part)                      | director, guionista                                    |
| 2004 | Les Parisiens                            | director, guionista, productor                         |
| 2005 | Le Courage d'aimer                       | director, guionista, productor                         |
| 2007 | Nos amis les Terriens                    | productor                                              |
| 2007 | Chacun son cinéma (un segment)           | director                                               |
| 2007 | Entre adultes                            | productor                                              |
| 2007 | Roman de gare                            | director                                               |
| 2010 | Ces amours-là                            | director                                               |

## Premis i nominacions

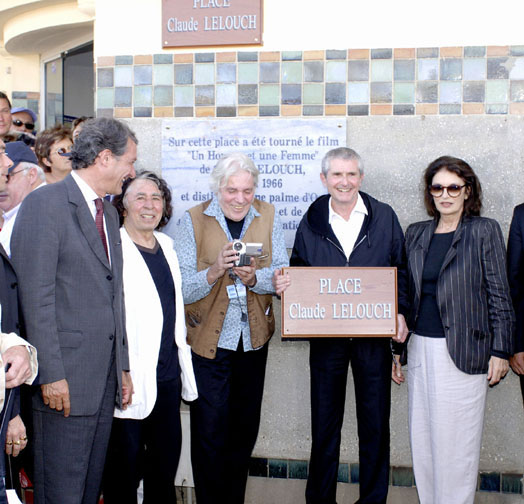
La inauguració de la Plaça Claude Lelouch a Deauville, amb Claude Lelouch, Francis Lai, Anouk Aimée, Pierre Barouh, l'alcalde de Deauville el 2006...

Per la realització dels seus llargmetratges, Claude Lelouch ha estat premiat nombroses vegades emportant-se premis internacionals com un Oscar, un Lleó d'or i una Palma d'Or.
Ha estat membre del jurat del Festival de Canes 1967.
Al Festival de Cinema Americà de Deauville, és possible passejar per la plaça Claude Lelouch. Ha estat designada així en honor dels quaranta anys de la pel·lícula Un Homme et une Femme, un dels seus més cèlebres llargmetratges. El director ha afegit: 
| « | Un homme et une femme és una pel·lícula de culte, mítica pel món sencer i sobretot per a Deauville. Quan es presenta Deauville a l'estranger, se'ns parla d'Un homme et une femme | » |

.

### Premis
- 1965: Al Festival de cinema Mar del Plata, premi a la millor direcció per a Une fille et des fusils.
- 1966: Al Festival de Cannes 1966, Un Homme et une Femme guanya el Gran Premi del XX aniversari (que reemplaça aleshores la Palma d'Or.
- 1967: Un Homme et une Femme, Oscar al millor guió original i Oscar a la millor pel·lícula de parla no anglesa.
- 1967: Ruban d'argent al millor director d'una pel·lícula estrangera per a Un Homme et une Femme als Premis Blue Ribbons.
- 1967: Premi al millor director per a Un Homme et une Femme al Sindicat Nacional dels Periodistes Cinematogràfics Italians.
- 1971: Premi David Di Donatello al millor director estranger per a El trinxeraire.
- 1977: Menció especial del jurat per a C'était un rendez-vous al Festival de cinema de Cracòvia.
- 1978: La pel·lícula Molière, de la qual és productor, s'ha emportat el César de la millor fotografia i el César del millor decorat.
- 1982: César a la millor pel·lícula per Les Uns et les Autres.
- 1993: Al Festival de cinema de Montreal, millor director de cinema per Tout ça... per ça !.
- 1996: Les Misérables, Globus d'Or a la millor pel·lícula estrangera.
- 1996: Al Festival Internacional de Cinema de Venècia, petit Lleó d'Or per a Hommes, femmes, mode d'emploi.
- 2002: Al Festival Internacional de Cinema de Venècia Premi Unesco per a 11'09"01.

### Nominacions
- 1964: Au Festival de Berlin, nommé per sa direcció de '.
- 1964: Al Festival Internacional de Cinema de Berlín, nominat per a la seva direcció de L'Amour avec des si.
- 1967: Als Oscars, nominat per a la seva direcció d'Un Homme et une Femme.
- 1967: Als Premis Globus d'Or, nominat per a la seva realització de Un Homme et une Femme.
- 1967: Als premis DGA, nominat per la direcció d'Un homme et une femme.
- 1968: 13 jours en France ha format part de la selecció oficial francesa del Festival Internacional de Cinema de Canes.
- 1968: Al Festival Internacional de Cinema de Berlín, nominat per a la seva realització de 13 jours en France.
- 1968: Als BAFTA, nominat en la categoria millor pel·lícula per a Un Homme et une Femme.
- 1976: En els Oscars, nominat per al seu guió en Toute une vie.
- 1982: Al Festival de Cannes 1981, selecció oficial per a Les uns et les autres.
- 1996: Als BAFTA, nominat en la categoria millor pel·lícula estrangera per als Les Misérables.
- 1996: Al Festival Internacional de Cinema de Venècia, nominat per a Hommes, femmes, mode d'emploi.
- 2002: And Now... Ladies And Gentlemen ha format part de la selecció fora de competició del Festival de Canes 2002.
- 2003: Als Césars de 2003, nominat en la categoria millor pel·lícula europea per a 11'09"01.
- 2007: En la categoria Pitjor pel·lícula, Nos amis les Terriens ha estat nominat als Gérard del cinema.

## Col·laboració amb Francis Lai
Gràcies a un amic, Pierre Barouh, va conèixer Claude Lelouch que era llavors un jove director. Junts, acabaran Un Homme et une Femme el 1966 amb la cançó Chabadabada interpretat per Nicole Croisille i el mateix Barouh. Aquest títol serà un èxit únic en el cinema francès amb 300 versions diferents cantades al món sencer. Seguiran llavors Vivre pour vivre el 1967, El trinxeraire el 1970 o també L'aventura és l'aventura.
Claude Lelouch li ha demanat no menys de 28 composicions. És doncs un home que ha interpretat un paper important en la vida d'aquest compositor.
Heus aquí una entrevista realitzada al festival Musique et Cinéma 2005
- Quina és l'evolució en la manera de treballar una música de pel·lícula entre els anys 1960 i avui ?

| « | Crec que l'evolució ha vingut únicament per la tècnica. Ja que els compositors treballen sempre de la mateixa manera: busquen temes, els orquestren o els fan orquestrar, escriuen la música després o abans de la pel·lícula, com ho faig amb Lelouch (la música és gravada abans del rodatge: d'altra banda és un dels pocs que fa això)... Però només la tècnica ha evolucionat. Penso que cada compositor que té una escriptura personal posa el seu talent al servei del cineasta, de la seva visió. No cal il·lusionar-se: som completament al servei del director i de la pel·lícula. | » |

- I amb Claude Lelouch, com es fa? Quines indicacions li dona per descriure l'univers de la pel·lícula ?

| « | Explica la seva història. Però l'explica tan bé que es té la impressió de veure ja les imatges ! I sap absolutament el que vol. Hi ha alguns punts a captar quan conta, sobretot quan evoca una seqüència on la musica pot ser important. I quan ha acabat, em suggereix: «És per tu, tu me l'expliques musicalment, ara»! | » |

- Com Luc Besson, Claude Lelouch ha estat objecte de dures crítiques, n'ha fet les despeses ? en avez-vous fait les frais ?

| « | Je trouve ça anormal. Vaig emprenyarme amb tot allò. Era injust, hi ha hagut un aferrissament gairebé malsà contra Lelouch, una espècie de gelosia increïble que no he entès mai. Trobava Els Parisiens molt bonic, fins i tot coneixent el cinema de Claude de memòria. Estimo com filma la vida, les emocions, és una llàstima que no hagi pogut acabar la seva trilogia. No he trobat bé els que l'han ensorrat. D'altra banda, hi ha una cosa que em sorprèn sempre: com és possible que un cineasta francès també popular al món sencer (és un dels pocs a estrenar les seves pel·lícules al Japó, als Estats Units... té premis de tots els països del món) mai no hagi tingut un César ? Trobo això anormal. Itinéraire d'un enfant gâté, L'aventure és l'aventura, Un homme et une femme, Vivre pour vivre o Les Uns et les Autres, són en tot cas pel·lícules que formen part del patrimoni cinematogràfic francès! Trobo que hi ha una injustícia... | » |